# Daho Live
Albums de Étienne Daho
Corps et Armes
(2000) Dans la peau de Daho
(2002)
Daho Live est le troisième album live d'Étienne Daho, cet album a été enregistré à Bruxelles les 6 et 7 mai 2001. Un seul single sera extrait de cet album : Comme Un Boomerang, qui est en fait une version studio du titre en duo avec la chanteuse Dani.

## Titres de l'album

### Disque 1
1. Ouverture - 4 min 34 s
2. Rendez-Vous À Vedra - 3 min 48 s
3. Le Grand Sommeil - 4 min 10 s
4. Corps Et Armes - 4 min 10 s
5. Jungle Pulse - 4 min 46 s
6. Sur Mon Cou - 3 min 47 s
7. L'Année Du Dragon - 4 min 31 s
8. Des Attractions Désastre - 3 min 12 s
9. Saudade - 3 min 22 s
10. Soudain - 3 min 29 s
11. Au Commencement - 4 min 27 s

### Disque 2
1. Comme Un Igloo - 3 min 56 s
2. Des Heures Hindoues - 3 min 58 s
3. Le Premier Jour - 4 min 13 s
4. Tombé Pour La France - 5 min 02 s
5. Épaule Tattoo - 5 min 58 s
6. San Antonio De La Luna - 4 min 42 s
7. Week-End À Rome - 4 min 34 s - avec la participation de Vanessa Daou
8. Le Brasier - 4 min 12 s
9. La Nage Indienne - 4 min 29 s
10. Duel Au Soleil - 6 min 18 s
11. Quand Tu M'Appelles Eden - 4 min 00 s
12. Comme Un Boomerang - 3 min 00 s - en duo avec Dani

## Musiciens
- Saint Marcello B : basse
- Bertrand Blais : claviers, guitare, chœur
- Christian Fradin : piano, clavier
- Vincent Mounier : guitare, chœur
- Gavin Skinner : batterie